# История Высоцка
История села Высоцк Сарненского района Ровненской области Украины отсчитывается с XI века. Вблизи села также обнаружены следы поселений эпохи неолита.
Высоцк (укр. Висоцьк) — село, центр сельского совета, ранее город, районный центр. Расположено на левом берегу реки Горынь в 21 км севернее Дубровицы в Ровенском полесье и в 14 км от границы Беларуси.

## Домонгольский период

Археологический план Высоцкого городища

Киево-Печерский патерик редакции Иосифа Тризны сообщает о создании в 1005—1006 годах (6513 год от сотворения мира по мартовскому стилю) Туровской епископии, в которую входили, в частности, Дубровица и Высочко. Это Высочко в современных публикациях отождествляется с селом Высоцк. Я. Н. Щапов датировал фрагмент патерика, описывающий состав Туровской епархии, второй половиной XIV века. Вместе с тем В. А. Кучкин пришёл к выводу, что при составлении в XVII веке редакции Тризны использован один из редчайших, не дошедших до настоящего времени исторических источников, в связи с чем отметил высокую историческую ценность этой редакции.
Археологические данные датируют возникновение Высоцка несколько более поздним временем в рамках, однако, домонгольского периода. На территории села на мысе на левом берегу Горыни обнаружено Древнерусское городище, укрепления которого не сохранились. При обследовании городища Ю. В. Кухаренко в 1954 году найдена керамика, датированная им XI—XIII веками. Б. А. Прищепа, исследовавший городище в 1988 году, конкретизировал эту датировку до XII—XIII веков, а также определил его площадь — 0,6 га. Ранее на городище также были найдены шиферные пряслица, а в 1878 году — клад, зарытый в период между 1170 и 1240 годами. Специалист по древнерусским кладам Г. Ф. Корзухина разъяснила, что обычно клады зарывались на территории поселения либо неподалёку от него.
Это место входило в состав Туровского княжества, сложившегося в 80‑х годах X века. По итогам Любечского съезда русских князей 1097 года были определены пределы этого княжества, в которые входило левобережье Горыни от её устья (Припять). По мнению П. Ф. Лысенко они, вероятно, включали Дубровицу и Степань, расположенные по течению Горыни выше Высоцка. После раздела Туровской земли, состоявшегося между 1167 и 1183 годами, место, где основан Высоцк, вошло в состав Дубровицкого княжества. По мнению Б. А. Прищепы высоцкая крепость развивалась как один из центров распространения княжеской власти на Погорину.

## Польско-литовский период
После монгольского нашествия на Русь к 40‑м годам XIV столетия Высоцк попал под власть Великого княжества Литовского. В 1476 году в Дубровице был наместником князь Тимофей Масальский. Позднее Высоцк попадает в удел князей Гольшанских, включавший так называемый «колокол» из Столина, Сехива, Стрельска и Кураша. Удел был пожалован литовским господарем князю Ивану Юрьевичу Гольшанскому (умер в 1481 году). В 1530‑х годах владетель Высоцка князь Юрий Гольшанский построил здесь замок.

Герб князей Гольшанских, более века владевших Высоцком

В начале XVI века Высоцк стал значимым торговым центром. Здесь была пристань, откуда ходили небольшие суда с товарами из Волыни в Польшу и балтийские порты. Бедные почвы (пески, болота) делали земледелие нерентабельным. Крестьяне занимались рыболовством, охотой, пчеловодством, различными промыслами, а также нанимались сплавлять лес. Значительная часть крестьян обязана была платить феодалу денежную и натуральную ренту медом, мехами и рыбой. В документе 1538 указывается, что каждый житель Высоцка на Рождество должен был уплатить владетелю села 10 литовских грошей. Высоцк относился к Дубровицкой волости Волынского воеводства, а затем вместе со Столиным и другими селами вошёл в состав Дубровицкого ключа Пинского повята, вошедшего в 1566 году в Берестейское воеводство.
В 1596 году через Высоцк прошли направлявшиеся на Волынь повстанческие отряды Северина Наливайко.
Благодаря выгодному географическому положению Высоцк начал быстрее расти. В начале XVII века он стал центром Высоцкого ключа, в который входили сёла Бродец, Васильев, Васильки, Ворони, Глинка, Деревная, Лука, Смородская, Столин (ныне город) и Удрицк. Крестьяне отбывали три дня барщины в поле, сохранялась денежная и натуральная рента. В 1613 году в связи с жалобой на бесчинства казаков в Высоцке городок уже упоминается как владение князя Николая-Льва Соломерецкого.
По условиям Зборовского (1649 год) и Белоцерковского (1651 год) договоров, заключенных Богданом Хмельницким с поляками, по Горыни пролегла граница между Польшей и казачьими землями. В Высоцке размещался польский гарнизон. В октябре 1654 года в город вошел многотысячный отряд российско-украинского войска. В связи с этими событиями управляющий Высоцком, к тому времени ставшим имением пана Григория Войно-Ясенецкого, обратился в Пинский гродской суд с жалобой. В жалобе он сообщал об учиненных войсками с участием местных крестьян беспорядках и грабежах, в ходе которых понесли большие разрушения и городок, и окружающие села. Были сожжены замок и три фольварка. Этим управляющий обосновывал наличие возможности заплатить подымное только у 19 дымов, и то с большим трудом.

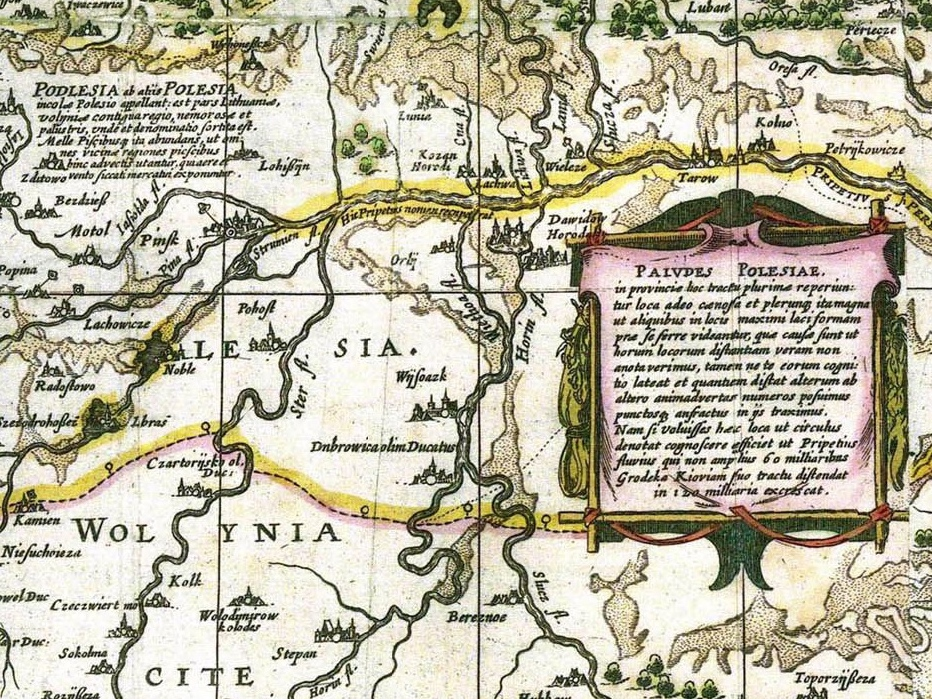
Высоцк на карте Великого княжества Литовского. 1613

По окончании восстания Хмельницкого Высоцк остался в составе Польши. В 1664 году через Высоцк прошёл конный восьмисотенный отряд Демьяна Децика, воевавшего в то время на стороне гетмана Брюховецкого. В то время городок стал собственностью правобережного гетмана П. И. Тетери. Он построил замок. В 1668 году Тетеря отписал имение Высоцк иезуитской коллегии, которая должна была платить ему по 8000 злотых ежегодно. Иезуиты организовали раскорчёвку местными крестьянами полей и лугов, постройку плотин и мостов, осушку болот. Позже за владение Высоцком шла борьба между наследниками Тетери и иезуитами. Так в 1677 году Высоцк упоминается как имение брестского каштеляна Стефана-Константина Песочинского. Однако авторы энциклопедии «История городов и сёл Украинской ССР» (1973) утверждают, что именно иезуиты были здесь фактически полными хозяевами до 1773 года, когда имение стало государственным. По состоянию на 1774 год в городке насчитывалось 83 дыма. Мещане и крестьяне платили по 6 злотых ежегодно и отбывали по два дня барщины в неделю.

## В составе Российской империи
По результатам второго раздела Речи Посполитой в 1793 году Пинский повят, включавший Высоцк, вошёл в состав Российской империи. Повят был включён во вновь образованное Минское наместничество (с 1802 года — Минская губерния). В 1805 году Высоцк был отнесён к Ровенскому уезду Волынской губернии. В это время владелец Высоцка разбил возле замка парк, а в 2 км от города основал голландскую колонию Софиевка. Голландцы разводили крупный рогатый скот и лошадей, изготавливали сыры.

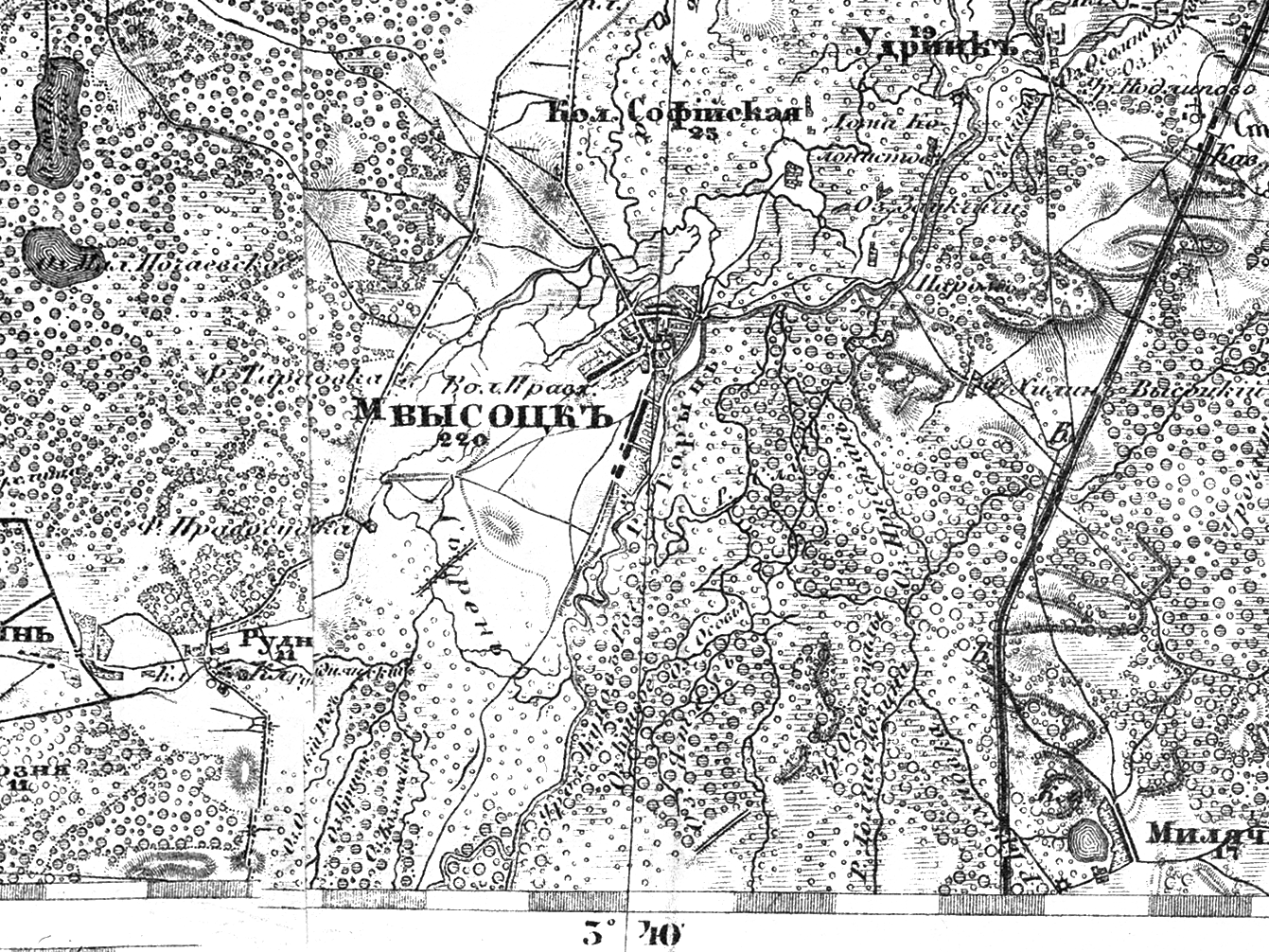
Высоцк на карте Волынской губернии. 1866—1887 годы

В первой половине XIX века помимо делового центра в Высоцке было две улицы — Задворья и Подвысоцк. Здесь жили торговцы, ремесленники и крестьяне. По ревизии 1858 года в городке насчитывалось 34 крестьянских хозяйства с 132 трудоспособными мужчинами. После реформы 1861 года крестьяне получили 184 десятины пахотной земли и 98 десятин сенокосов. За свой надел крестьянин должен был заплатить 243 рубля 75 копеек серебром или отработать в помещичьем имении 1539 дней. В среднем на двор приходилось по 3,2 десятины земли. Малоплодородные почвы и низкая культура земледелия приводили к мизерным урожаям. Обремененные выкупными платежами крестьяне не могли избавиться от нищеты. В 1865 году треть жителей Высоцкая ходила на заработки.
В городе не было промышленных предприятий, за исключением кирпичного завода и мельницы, на которой работало 5 человек. Часть населения занималась торговлей и ремеслом. Развито было плетение сеток и изготовление березовых веников. Жители также работали на сплаве леса по Горыни и лесоразработках. Развитие свободы предпринимательства способствовало росту Высоцка. В 1886 году городок стал волостным центром. Усилились его экономические связи с Дубровицей, Туровым, Слуцком. Возросло количество населения: в 1897 году здесь уже проживало 912 человек.
29 мая 1910 года в городке произошли массовые беспорядки, поводом которым послужили землеустроительные работы в помещичьих владениях. Жители Высоцка вместе с крестьянами Речицы напали на администрацию имения. Был убит землемер, ранен охранник. При подавлении беспорядков полиция применяла оружие. 61 человек привлечён к уголовной ответственности за вооружённое сопротивление властям.
В начале XX века в Высоцке пять раз в год проводились ярмарки, работали несколько частных магазинов. В городе были фельдшерский пункт, аптека. В 1864 году открыта первая приходская школа, в которой обучалось 20 детей, работал один учитель. С 1878 года действовало одноклассное училище, реорганизованное в 1909 году в двухклассное.

## Вторая Речь Посполитая
По Рижскому мирному договору 1921 года Высоцк отшёл к Польше. В 1939 году в результате польского похода Красной Армии Высоцк вошёл в состав СССР с включением его в состав Украинской ССР.

## Великая Отечественная война
Высоцк был оккупирован немецкими войсками 17 июля 1941 года. Однако колхозники Высоцка смогли эвакуировать скот и колхозное имущество в Баландинський район Саратовской области.
Во время немецкой оккупации в Высоцке было создано еврейское гетто. 12 подпольщиками, не имевшими оружия, в гетто готовилось восстание, которое в итоге не состоялось. Всего в гетто содержалось около 1500 человек. 9 сентября 1942 года филиалом СД в Пинске с участием немецкой жандармерии и украинской полиции жители гетто были уничтожены. Около 100 человек смогли бежать.
Весной 1942 года высоцкий участковый милиционер М. И. Мисюра возглавил один из первых на Ровенщине советских партизанских отрядов. Советская историография сообщала о формировании партизанских отрядов из высоцких комсомольцев. В мемуарах одного из бывших бойцов УПА описан случай массового перехода служащих шуцманшафт-батальона в отдел УПА, а из него — в отряд Мисюры. Партизанами был налажен сбор разведывательной информации через лиц, легально устраивавшихся на работу на бирже труда в Высоцке. Они составляли карты местоположения фашистских гарнизонов, огневых точек и батарей. В начале декабря 1942 года в Высоцкий район прибыл партизанский отряд А. П. Бринского. 8 января 1943 года партизаны разгромили в городке немецкий гарнизон. После этого Высоцкие партизаны вошли в соединение, возглавляемое В. А. Бегмой. Высоцкими партизанами пущены под откос три воинских эшелона, сожженны восемь мостов на пути Пинск — Столин, уничтожены пять поместий и совершены тому подобные акции.
Высоцк был освобождён от немецких войск 9 января (по другим данным — 12 января) 1944 года силами 2‑го батальона партизанского отряда имени 24‑й годовщины Красной Армии из соединения А. Н. Сабурова совместно с частями 397‑й дивизии. В результате операции, в ходе которой освобождено село, советскими войсками была перерезана важнейшая для противника рокадная дорога Ровно — Минск. Отряды Бегмы и Таратуто 4—8 января вели крупные бои с отрядами УПА в районе Озеро — Кидры — Каноничи — Нивецк (30—40 км юго-западнее Высоцка). Партизаны передали Высоцк и другие освобождённые ими населённые пункты (Дубровицу, Удрицк, Владимирец) наступающим частям Красной Армии и ушли далее на запад.

## Деятельность ОУН и УПА
В Высоцком районе действовали подразделения Организации украинских националистов (ОУН). Согласно сообщениям красных партизан весной 1943 года активность националистов в Высоцком районе была одной из самых высоких на севере Ровненской области. Общая численность районной организации, штаб которой пребывал близ Высоцка, оценивалась в 100 вооружённых человек. Сообщалось даже о захвате села отделом Украинской повстанческой армии (УПА ОУН) в марте 1943 года, а также о проведении там акций по уничтожению польского населения.
Активность подразделений ОУН в районе Высоцка сохранялась до конца войны и в течение второй половины 1940‑х годов. С 30 января по 7 февраля 1945 года в Морочанском и Высоцком районах силами 16‑й отдельной стрелковой бригады ВВ НКВД СССР проводилась широкомасштабная войсковая операция по ликвидации бойцов УПА.
В послевоенный период Высоцкое районное подразделение (провод) ОУН входило в состав Столинского надрайона Ковельской округи в системе организации. Высоцкий провод располагал разветвлённой сетью «легалов», снабжавших подпольщиков разведывательной информацией. Подразделение проводило активную пропагандистскую работу, в ходе которой, в частности, расклеивались листовки. Только в 1948 году в Высоцке листовки расклеивались 1 и 3 мая, 7 июня. Социально-экономическую основу подполья составляли местные жители, подвергшиеся репрессиям со стороны советской власти. Особенно значимую поддержку подполью ОУН оказывали родственники нелегалов. Сотрудники советских спецслужб знали о частых случаях сотрудничества между нелегалами и их родными, в связи с чем последние часто испытывали репрессии. Часть лиц, которые поддерживали ОУН, вынуждены были это делать из-за угроз в их адрес.

## Спорные моменты в историографии

### Князь Всеволод Владимирович
В обширной статье о Высоцке со ссылкой на Ипатьевскую летопись без конкретизации места в источнике Эдвард Руликовский сообщал, что в 1116 году эта местность, «Погоринские города», принадлежала варяжско-русским князьям. Центром удела якобы был находящийся в нескольких милях от Высоцка Городно, где с 1116 по 1182 год княжил некий Всеволод Владимирович. Эти данные воспроизводятся и другими авторами. Однако ни Высоцк, ни Высочко в Ипатьевской летописи не упоминаются, единственный встречаемый в ней Всеволод Владимирович не имеет отношения к Городно.
Сведения о Всеволоде Владимировиче позаимствованы Руликовским прямо или опосредованно у А. М. Андрияшева. Последний также не упоминает ни Высоцк, ни Высочко, а относительно сведений о Всеволоде Владимировиче ссылается на запись Ипатьевской летопси под 1144 (6653) годом и на М. П. Погодина. В указанной Андрияшевым записи Ипатьевской летописи сообщается, что «Всеволодъ отда двѣ Всеволодковнѣ, Володимери внуцѣ», замуж. У Погодина ни в месте, указанном Андрияшевым, ни во всём томе сведения о Всеволоде Владимировиче Городненском также нельзя обнаружить. Погодин сообщает отдельные данные о Всеволодко Городенском, которого считает вероятным сыном Давыда Игоревича и указывает, что тот Всеволодко, умерший в 1140 году, впервые упомянут в летописи под 1116 годом в связи с женитьбой на дочери Мономаха.
А. В. Назаренко считает допущенное Андрияшевым со ссылкой на Погодина именование Всеволодко Городенского Владимировичем «всего лишь недоразумением». Автор аргументирует, что Всеволодко Городенский, скорее всего, был сыном Ярослава Ярополчича, после смерти Всеволодко его дочерей, дедом которых по материнской линии был Владимир Мономах, выдавал замуж Всеволод Ольгович, а стол его находился не на Горыни, а как это подтверждено и археологическими данными, совсем в другой стороне — на Немане (ныне Гродно).

### Бой близ Высоцка зимой 1943 года
Украиноязычные публикации тиражируют сообщение о бое между отделом УПА и подразделением немецких войск, якобы состоявшемся близ Высоцка 22 февраля 1943 года. По тексту публикаций во время постоя возле Высоцка отдел УПА был атакован немцами с «батальонцами» общей численностью около 200 человек. После прибытия к противнику подкрепления в количестве около 350 человек отдел УПА неохотно отступил в лес. Потери противника составили 20 человек, потери УПА — 2 человека, в том числе командир отряда Григорий Перегиняк и др. . В 2013 году в украинских СМИ разгорелся скандал в связи с удалением из украиноязычного раздела Википедии семи статей о вооружённых столкновениях боевиков УПА с немецкими войсками, в том числе и статьи о бое близ Высоцка в феврале 1943‑го. Как выяснилось, содержание удалённых статей в действительности легло в основу вновь созданной статьи Борьба УПА против немецких окупантов, составленной из примеров таких боестолкновений.
Впервые сведения об этом бое появились в листовке «Вісті з фронту УПА», имевшей указание года (1943) и номера как периодическое издание, но вышел лиш один его номер. Это издание было не единственным, в подобной пропагандистской прессе УПА было много красочных описаний боёв, в которых враг несёт многочисленные потери (обычно 16—50 убитых на одного убитого повстанца) и, как правило, отступает. В критике повествования о бое под Высоцком ставится под сомнение вероятность того, что десятикратное соотношение потерь могло быть вызвано значительным превосходством партизан УПА над регулярными частями Вермахта в вооружении или боевой подготовке, а также обращается внимание на то, что численное превосходство, а также эффект неожиданности был на стороне немцев, напавших на партизан во время постоя.
Польский историк Гжегож Мотыка считает более правдоподобными воспоминания одного из бойцов УПА, в которых упоминаются лишь 5 погибших немцев. Согласно этим воспоминаниям отдел Перегийняка отдыхал на хуторе Бродец, когда на него напали немцы. После короткой перестрелки отдел отошёл в лес. Сам Перегиняк в это время находился в Высоцке, откуда, услышав стрельбу, немедленно прискакал на лошади на хутор, где его отряда уже не было. С ним погибла санитарка УПА, успевшая перед гибелью поразить трёх бойцов противника гранатой и двоих — огнём из пистолета. При этом погребение Перегиняка датировано в воспоминаниях 9 апреля 1943 года.

## Комментарии
1. ↑  Вероятно сведения о вхождении Высоцка в состав Дубровицкого княжества приведены в «Історії міст і сіл» на основании статьи Руликовского, данные которого об этом по его признанию носят предположительный характер. См. Wysock, 1895, s. 112; Висоцьк, 1973, с. 269, сн. 2.
2. ↑  О. М. Цинкаловский здесь указывает на принадлежность имения Дмитрию Жабокрицкому (Висоцьк, 1984, с. 195), что не соответствует приводимому автором источнику.
3. ↑  В 2016 году высказана ещё одна версия о происхождении Всеволодко, рассматривающая его как сына Мстислава, племянника Давыда Игоревича. См. Абуков С. Н. К вопросу о происхождении городенских князей // Вестник Нижегородского университета им. Н. И. Лобачевского. — 2016. — № 3. — С. 9—14. — ISSN 1993-1778.
4. ↑  Некоторые из этих публикаций отдают сотне Перегиняка и честь первого боя УПА с немцами, состоявшегося 7 февраля того же года во Владимирце. Известность Перегиняк снискал также после того, как был обвинён Г. Мотыкой в массовом уничтожении мирных поляков в Паросле, ставшем началом волынской резни (Motyka, 2006, s. 187—191).

### Основная литература
- Антонюк Я. М. Діяльність Висоцького районного проводу ОУН(б) (1947—1950 рр.) // Український визвольний рух: :  [укр.] : наук. зб. / Інститут українознавства ім. І. Крип’якевича НАН України. Центр досліджень визвольного руху. — Зб. 18. — Львів, 2013. — С. 138—166. — 336 с.
- Висоцьк / П. Х. Красюк, А. Т. Сендик // Історія міст і сіл Української РСР :  [укр.] ; Ровенська область : у 26 т. / Інститут історії Академії наук Української РСР. — Киев : Головна редакція Української радянської енциклопедії, 1973. — Т. [18]. — С. 269—278. — 656 с. — 15 000 экз.
- Висоцьк // Стара Волинь і Волинське Полісся :  [укр.] = Ancient Volyn and Volynian Polissia : Краєзнавчий словник : у 2 т. / О. М. Цинкаловський[укр.]. — Вінніпег, Канада : Накладом Товариства «Волинь», 1984. — Т. 1 : A — К. — С. 195—199. — 601 с. — (Інститут дослідів Волині ; ч. 52).
- Кухаренко Ю. В. Средневековые памятники Полесья / Академия наук СССР. Ин-т археологии. — М. : Изд-во АН СССР, 1961. — 40 с., 13 отд. л. табл. в папке. — (Свод археологических источников ; вып. Е1-57). — 1500 экз.
- Прищепа Б. А. Ранні етапи становлення середньовічних міст у поліських районах Погориння // Археологія і давня історія України :  [укр.] : Зб. наук. пр. / Національна академія наук України. Інститут археології. — Киев, 2013. — Вып. 11 : Середньовічні міста Полісся. — С. 139—151. — 246 с. — 300 экз. — ISSN 2227-4952.
- Щапов Я. Н. Туровские уставы XIV века о десятине // Археографический ежегодник. 1964 год. — М. : Наука, 1965. — С. 252—273. — 396 с. — 1300 экз.
- Wysock / Rulikowski E.-L. // Słownik geograficzny Królestwa Polskiego i innych krajów słowiańskich :  [польск.] : w 15 t.. — Warszawa : nakł. Filipa Sulimierskiego i Władysława Walewskiego, 1895. — Т. 14. — S. 111—119. — 938 s.